# Turm von Sta. Maria in Calanca
Der Turm von Sta. Maria in Calanca steht auf einem länglichen, auf allen Seiten abfallenden Plateau oberhalb der Kirche  Sta. Maria Assunta im Dorf  Santa Maria in Calanca im Calancatal in der Schweiz. 

## Bau

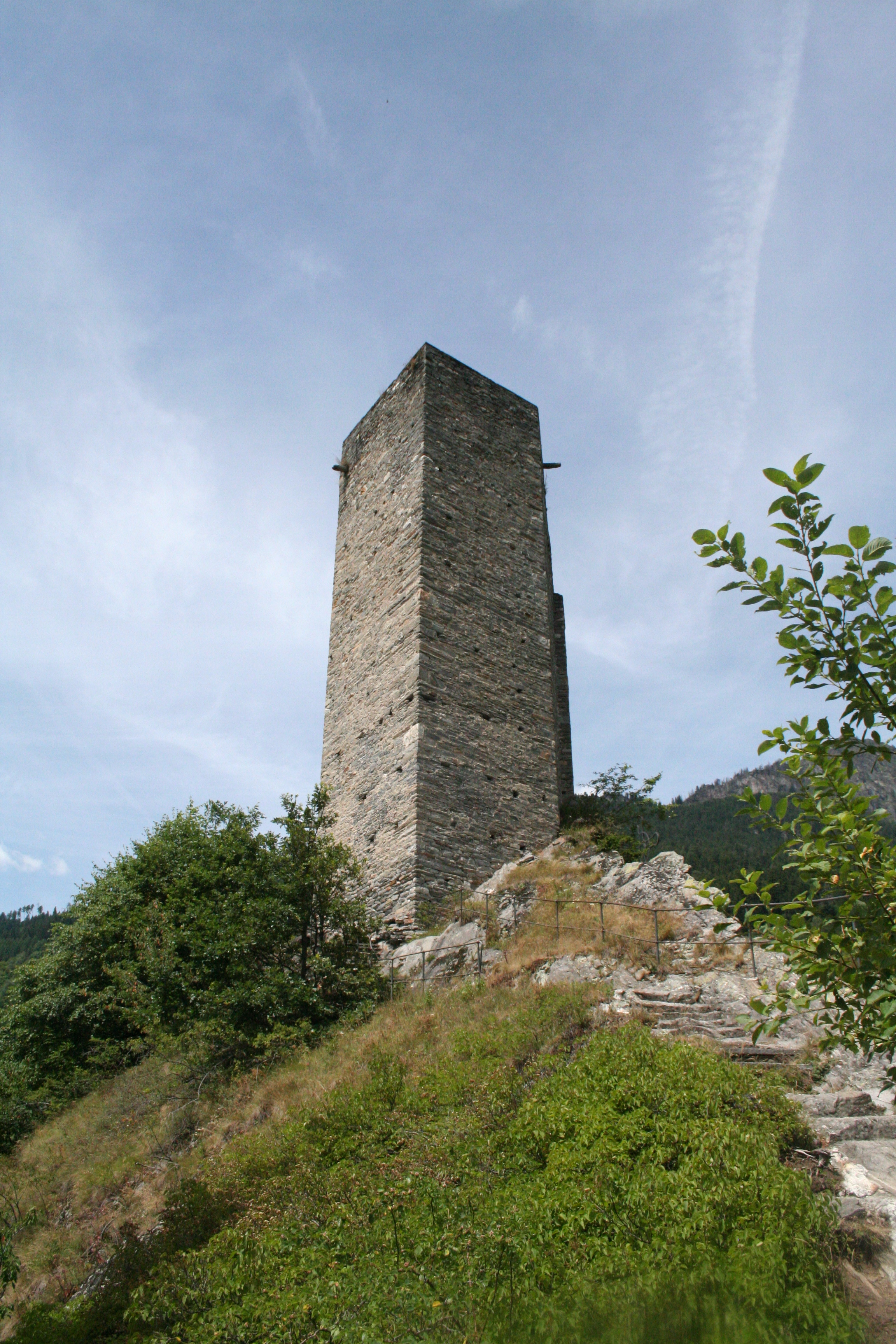
Ansicht von Südosten

Der aussen fünfeckige Wohnturm (Bergfried) mit drei Geschossen weist innen einen rechteckigen Grundriss auf. Das zweite und dritte Geschoss enthält je einen gewölbten Wohnraum mit einer umlaufenden Steinbank und Kamin, deren Rauchabzüge sich unterhalb des Daches vereinigen. Links und rechts des Kamins ist je eine schartenförmige Fensternische angebracht. Die Geschosse sind durch in die Mauer hineingebaute Treppen miteinander verbunden. An der Westseite liegt ein durchgehender Abortschacht mit je einer Sitznische pro Geschoss. Der Zugang zum Turm erfolgte über einen Hocheingang an der Westwand, der direkt ins zweite Geschoss führte. Das Erdgeschoss diente als Zisterne.

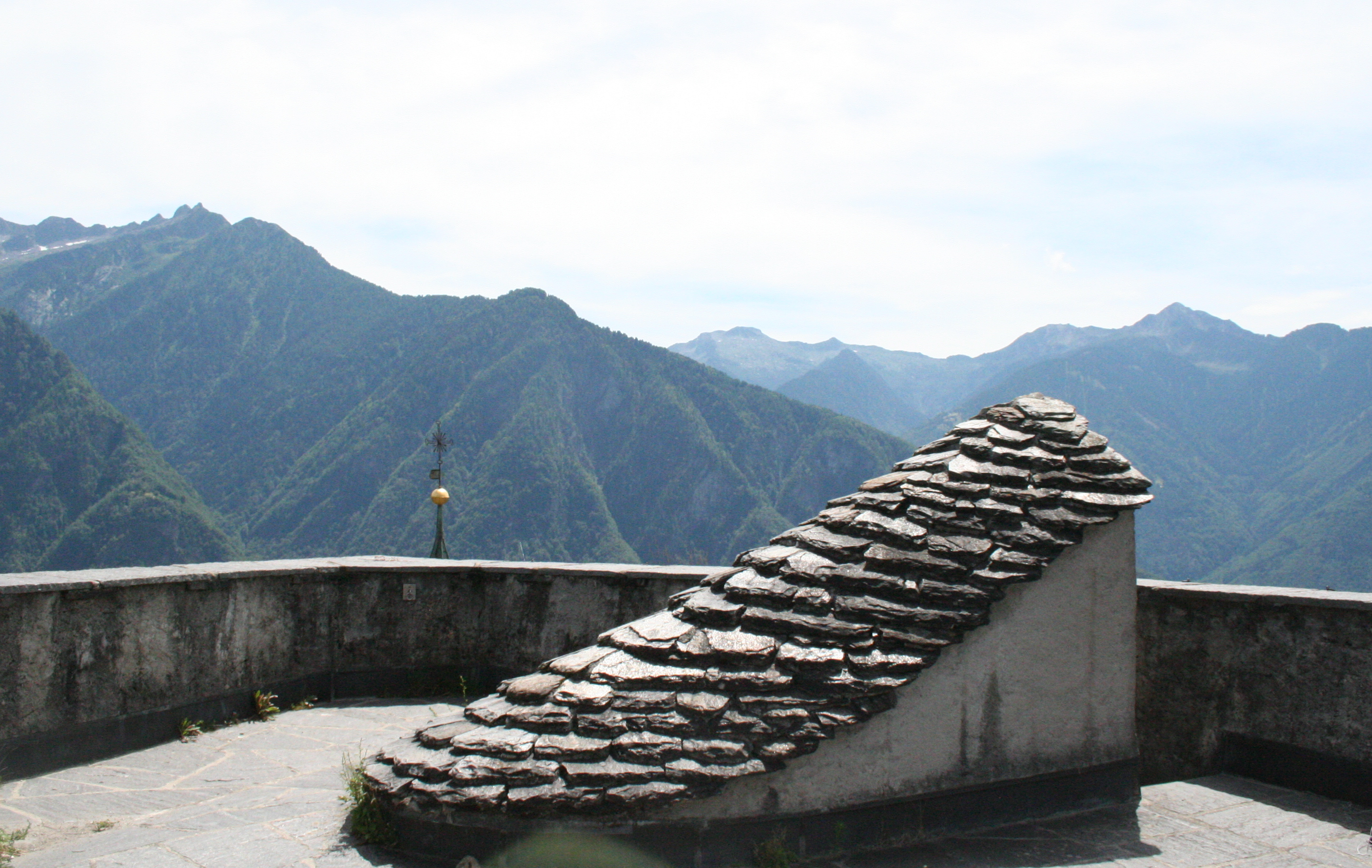
Abschluss des Daches

Als Abschluss vermutete Erwin Poeschel eine offene Plattform mit Zinnenkranz. 1932–1933 wurde der Turmabschluss bei Restaurierungsarbeiten stark verändert. 1979 wurden erneute Sicherungsarbeiten vorgenommen. Heute ist der Turm durch eine Plattform mit Brüstungsmauer abgeschlossen.

## Geschichte
Über den Bau des Turmes liegen keine urkundlichen Belege vor. Die Bauweise der Gewölbe, Kaminanlage, Abortschacht und Fensterform ermöglichen eine Datierung um 1300. Sicher ist, dass der Turm in eine bereits bestehende Anlage hineingebaut wurde, von der heute noch geringe Mauerspuren sichtbar sind. Sie wurde wohl von einem lokalen Adelsgeschlecht erbaut und bestand aus einer Umfassungsmauer und einem Wohntrakt in der Nordecke. 1968 wurden bei Grabungen Fragmente von Wandmalereien und Ofenkacheln aus der Zeit vom 13. bis zum 15. Jahrhundert gefunden.1203 wird in den Urkunden ein Ser Anricus de Calanca erwähnt, der jedoch nicht mit dem Turm in Beziehung gebracht werden kann. 
Als Erbauer des Turmes werden die Freiherren von Sax-Misox vermutet, die um 1300 erfolgreich eine geschlossene Herrschaft über das Misox anstrebten und dabei lokale Adelsgeschlechter verdrängten. Die fremdartige Bauweise in der Art eines französischen Donjons lässt darauf schliessen, dass als Baumeister ausländische Fachleute beigezogen wurden. 1291 und 1296 wird Martin von Sax als Herr über das Calancatal erwähnt, 1316 sind es die Brüder Martin und Heinrich von Sax. 
Erstmals urkundlich erwähnt wird der Turm im 15. Jahrhundert, als er im Besitz des Familienzweigs von Sax-Grono war. Als am 20. November 1480 Graf Johann Peter von Sax die gesamten Herrschaftsrechte im Misox und Calancatal an den Mailänder Condottiere Gian Giacomo Trivulzio verkaufte, wurde die Burg Santa Maria di Calanca nicht erwähnt. Vermutlich war sie bereits um die Mitte des 15. Jahrhunderts verlassen worden.

## Galerie

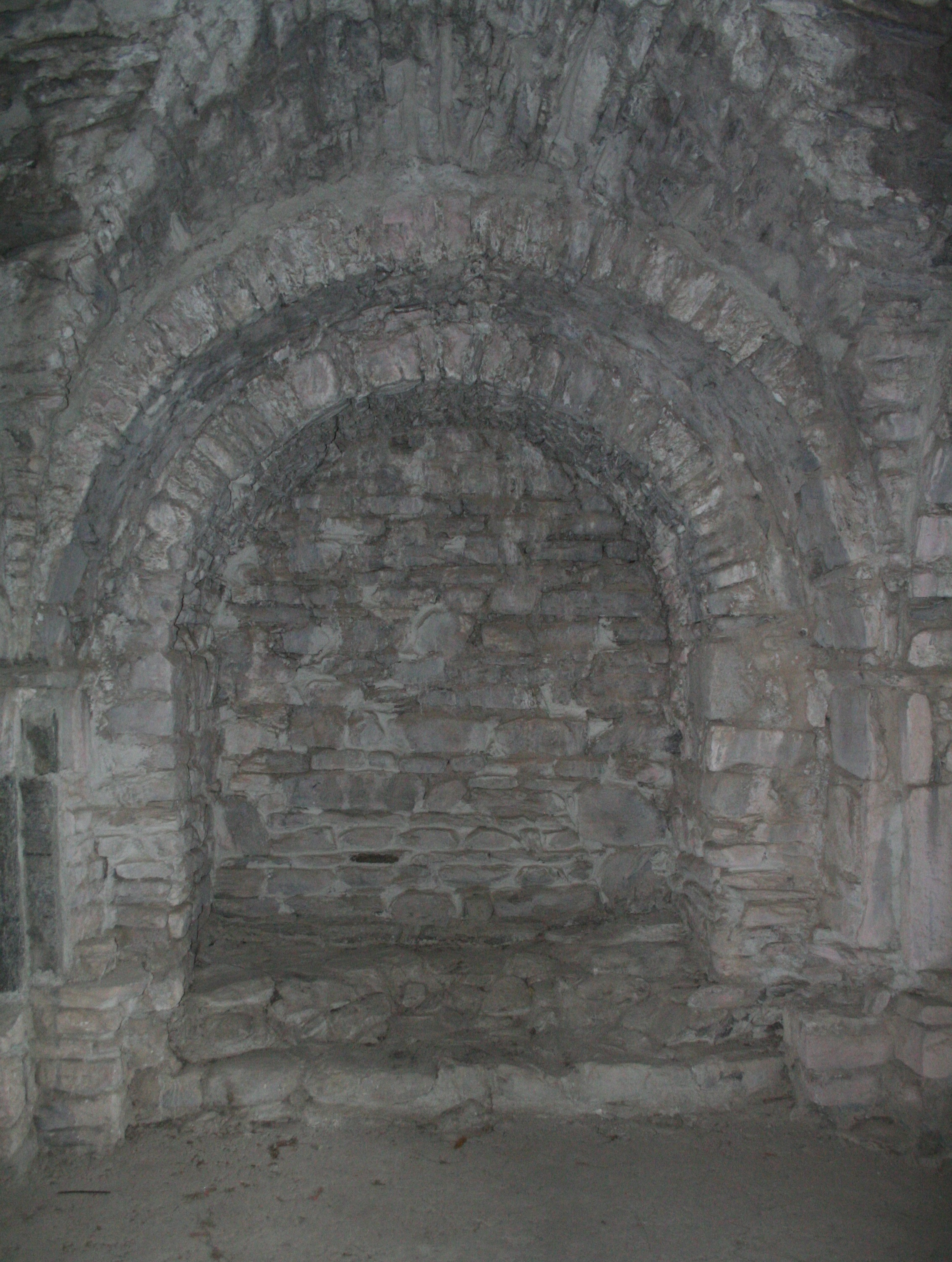
Wohnraum mit Gewölbe
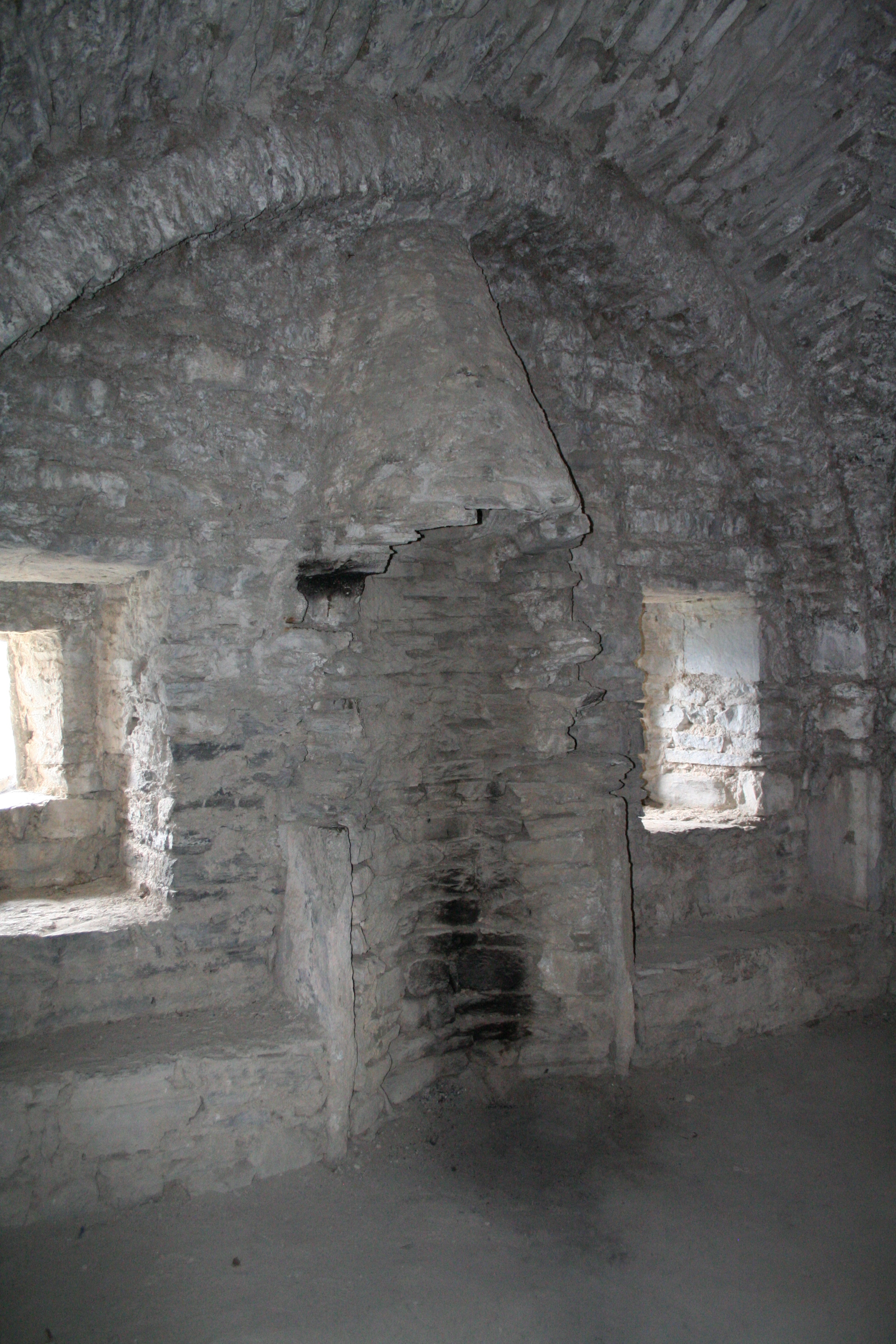
Kamin
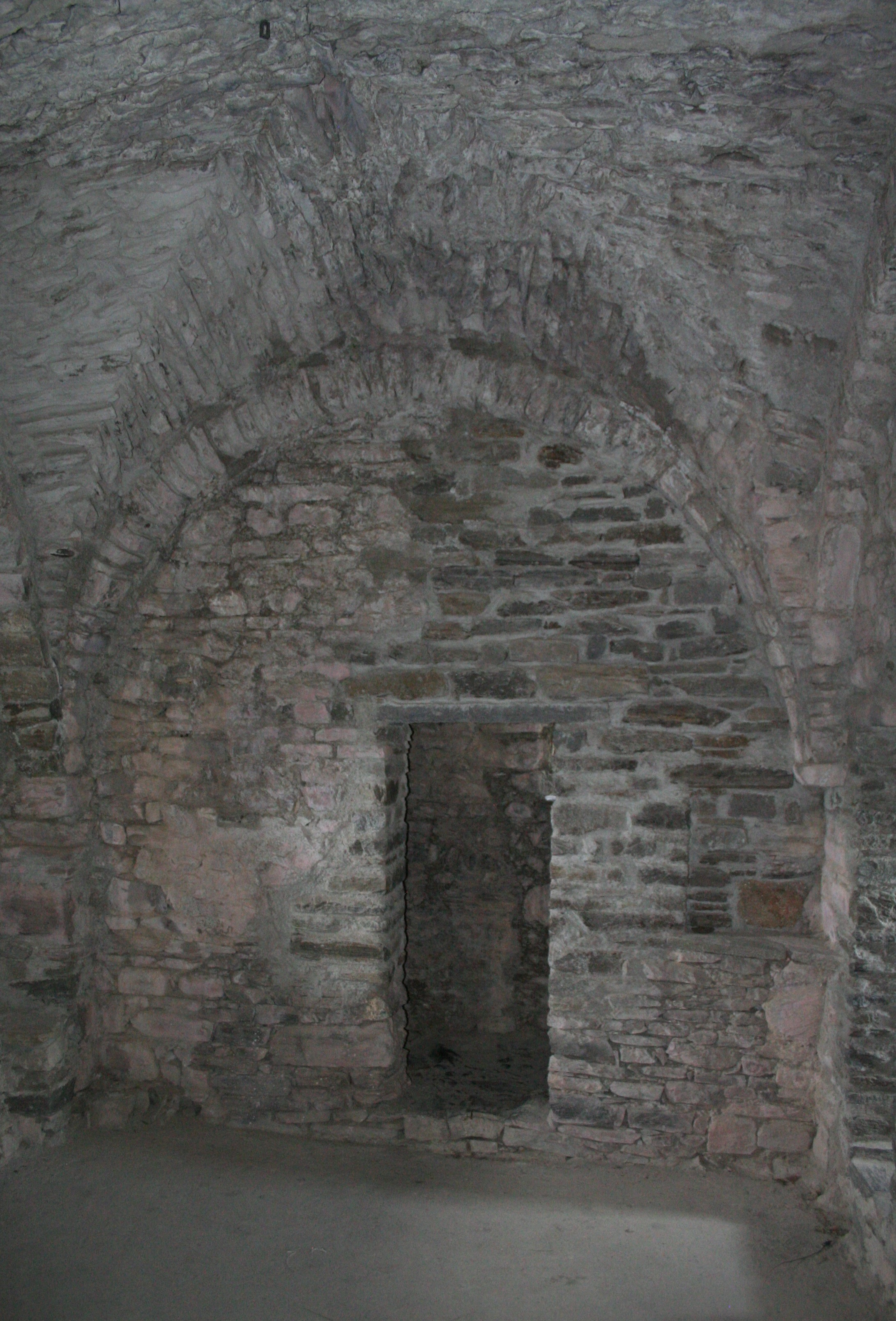
Tür zur Treppe